# Una bambina ad Auschwitz
Una bambina ad Auschwitz è un'opera autobiografica di Arianna Szörényi presentata nel 2014  che racconta la storia della sua deportazione a undici anni in diversi campi di concentramento. Il libro si basa sul diario che l'autrice ha scritto dopo la sua liberazione.

## Scrittura e pubblicazione
Arianna Szörényi scrisse, nel dopoguerra, un diario dettagliato della sua storia che decise di pubblicare solo all'età di 80 anni affinché:  
(Arianna Szörényi)